# 月谷駅 (京春線)
月谷駅（ウォルゴクえき）は、かつてソウル特別市城北区上月谷洞にあった京春線の鉄道駅（廃駅）である。1970年に廃止された。

## 歴史
- 1939年7月20日：開業。[1]
- 1967年7月1日：貨物取扱停止。[2]
- 1969年8月1日：無人化。[3]
- 1970年1月1日：廃止。[4]

## 隣の駅
城東駅 - 高商前駅 - 月谷駅 - 城北駅